# Куриленко Петро Іванович
Куриленко Петро Іванович — член Першої державної думи Російської імперії від Чернігівської губернії, стародубський повітовий комісар (1917).

## Біографія
Православний. Селянин Стародубського повіту. Землевласник (24 десятини). Закінчив сільську земську школу.
Був волосним суддею. Гласний Стародубського повітового та Чернігівського губернського земств.
У 1906 р. обраний до Державної думи, входив до партії кадетів.
У 1917 р. — стародубський повітовий комісар, голова повітової земської управи, голова повітової ради селянських депутатів.
Був кандидатом до Всеросійських Установчих Зборів від Української партії соціалістів-федералістів.
Помер у 1937 р., похований у Стародубі на Красному кладовищі.

### Архіви
- Российский государственный исторический архив. Фонд 1278. Опись 1 (1-й созыв). Дело 68. Лист 3-5; Фонд 1327. Опись 1. 1905 год. Дело 141. Лист 107-107 оборот; Дело 143. Лист 156 оборот.